# Lò phản ứng hạt nhân thế hệ 2
Lò phản ứng hạt nhân thế hệ 2 là một kiểu thiết kế lò phản ứng hạt nhân, và thuộc nhóm lò phản ứng thương mại được xây dựng cho đến cuối thập niên 1990. Lò phản ứng thế hệ 2 nguyên mẫu bao gồm PWR, BWR, CANDU, AGR, và VVER.
Các lò này khác với các lò phản ứng thế hệ 1, như các lò phản ứng năng lượng và kiểu trước đó, như Shippingport, Magnox, Fermi 1, và Dresden.
Trên cả thế giới hiện có 440 lò thế hệ hai có tổng công suất đạt 370 Gigawatt.